# Uperoleia laevigata
Espèce
Synonymes
- Uperoleia marmorata var. laevigata Keferstein, 1867

Statut de conservation UICN

 LC  : Préoccupation mineure
Uperoleia laevigata est une espèce d'amphibiens de la famille des Myobatrachidae.

## Répartition

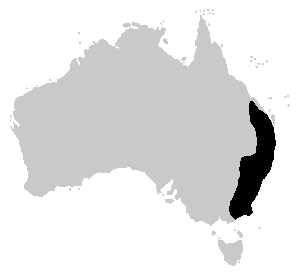
Répartition

Cette espèce est endémique de l'Est de l'Australie. Elle se rencontre dans le sud-est du Queensland, dans l'est du Victoria  et dans l'est de la Nouvelle-Galles du Sud,.

## Description

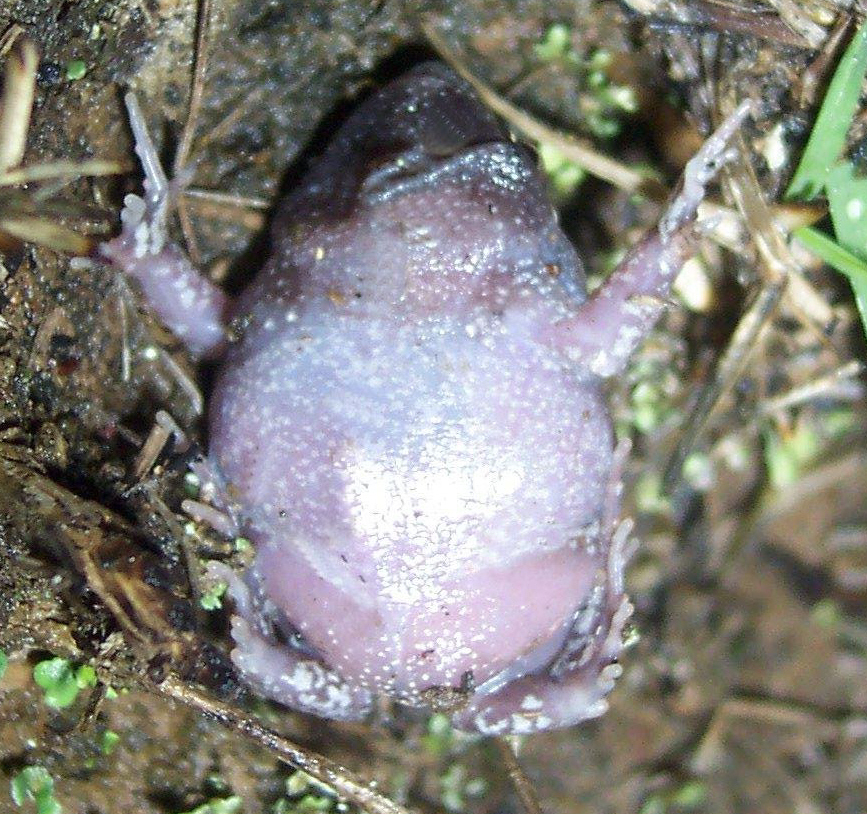
Uperoleia laevigata, face ventrale.

Uperoleia laevigata mesure environ 35 mm. Son dos varie du brun gris au brun verdâtre avec fréquemment des taches plus foncées. Sa tête présente habituellement une marque triangulaire pâle. Ses aisselles sont marquées de jaune et le haut de ses cuisses de rougeâtre. Son ventre est blanc.

## Publication originale
- Keferstein, 1867 : Über einige neue oder seltene Batrachier aus Australien und dem tropischen Amerika. Nachrichten von der königlichen Gesellschaft der Wissenschaften zu Göttingen, vol. 18, p. 341-361 (texte intégral).